# Si Aioun
Si Aioun est un camp romain (latin : praesidium) dont les troupes étaient chargées de tâches de sécurité et de surveillance au niveau du Limes Tripolitanus, dans la province d'Afrique proconsulaire. Le petit fortin se trouve dans les montagnes du djebel Dahar (462 mètres), à environ cinquante kilomètres au sud de la ville de Remada, dans le gouvernorat de Tataouine, au sud de la Tunisie.

## Emplacement

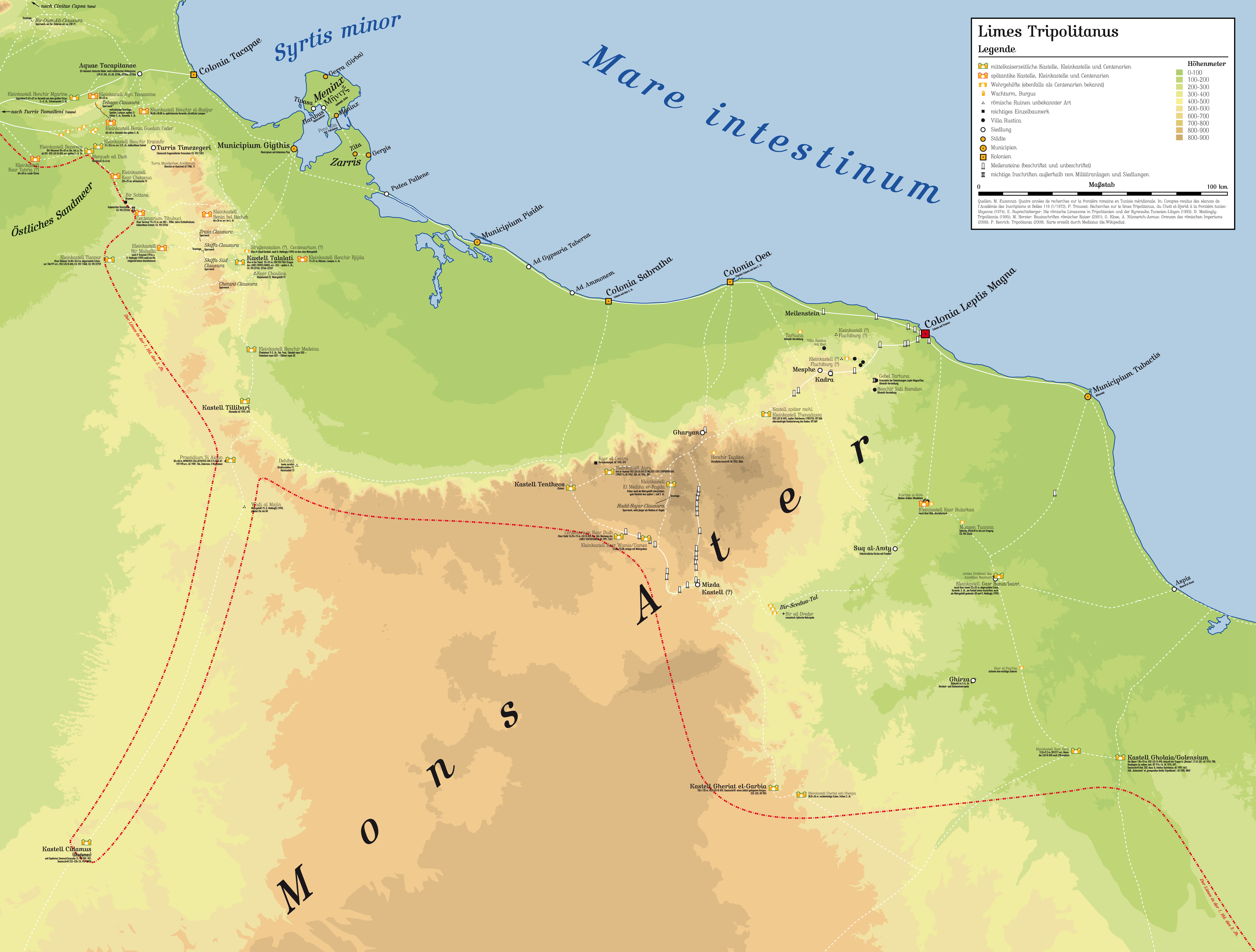
Situation du fortin dans le dispositif du Limes Tripolitanus.

Le poste avancé de Si Aioun se situe sur une pente menant à un col sur le djebel Dahar. Sur le côté opposé de la montagne, s'étendant du nord-ouest au sud-est, Tillibari (Remada) sécurise également le chemin menant à la Méditerranée. Si Aioun est aussi le poste de garnison romain le plus avancé à avoir été identifié jusqu'ici par des archéologues sur la route des caravanes menant à l'intérieur des terres vers Cidamus (de) (Ghadamès).
Cidamus, poste de garnison qui existe depuis au moins le règne des empereurs Septime Sévère (193-211) ou Caracalla (211-217), est le plus méridional dans cette région et donc l'un des avant-postes les plus reculés de l'empire romain. De telles bases en bordure du désert ont servi à l'armée romaine de point de départ pour des objectifs opérationnels se trouvant plus au sud.

## Fouilles
En 1895, un officier français, Étienne de Larminat, découvre le site archéologique et signale les vestiges d'un mausolée hexagonal de qualité, dont les chapiteaux sont richement ornés. À proximité se trouvent les restes de l'installation militaire.
Plus tard, l'officier Raymond Donau (de) fouille le lieu et y trouve une inscription. En 1908, le tombeau bien préservé est endommagé avec une évidente intention de destruction, de sorte que l'on n'y trouve par la suite que des fragments dispersés de pignons et des frises décorées de guirlandes. Par ailleurs, aucun plan du fortin n'a jamais été rendu public.

## Inscription
Le document épigraphique le plus important trouvé sur le site est une inscription portant la date de 197-198 :
Pro salute Impp(eratorum) nn(ostrorum)
L(uci) Septimi Severi Pertinac(is)
et M(arci) Aureli Antonini Augg(ustorum)
et L(uci) Septimi Getae Caesaris
Q(uintus) Anicius Faustus co(n)s(ul) de(signatus)
praesidium poni iussit su[b]
cura Aemili Emeriti dec(urionis) al(ae)
praepositi coh(ortis) II Fl(aviae) Afr(orum) et n(umeri) col(latorum)
Grâce à l'inscription, la structure de commandement sur le Limes Tripolitanus au temps de sa réorganisation durant le règne des Sévères (193-217) est révélée pour la première fois. La zone militaire de Tripolitaine relève alors de la compétence de Quintus Anicius Faustus, légat de la Legio III Augusta. À partir du début du IIIe siècle, ce légat est également gouverneur de la Numidie.
Certains de ses premiers commandements subordonnés étaient de nature plus exceptionnelle. Ainsi, Aemilius Emeritus, décurion de la Ala I Pannoniorum, est élevé au rang de praepositus et défini comme le chef d'une force expéditionnaire. Normalement, seuls des centurions peuvent prendre le commandement de troupes auxiliaires mais ceci est également possible pour des décurions, sur proposition du gouverneur suivie d'une nomination subséquente par l'empereur au rang de centurion. Le corps d'Aemilius Emeritus est composé à partir de la Cohors II Flavia Afrorum equitata et d'un numerus collatus, unité spéciale créée à partir de plusieurs groupes de forces auxiliaires. Les deux unités sont établies au praesidium. La nomination de décurions de troupes auxiliaires aux commandements de petites unités est fréquente pour cette période et cette section du limes et va en parallèle avec la mise en place d'une force expéditionnaire spécifique.

## Construction
Le fortin, d'une superficie d'environ trente mètres sur quarante, ressemble dans sa construction à Tisavar (de), daté de la même époque mais mieux préservé. Son ampleur et sa capacité sont développées à partir d'un modèle de construction unifié, défini pour les garnisons romaines lors du principat. La seule entrée se trouve sur le côté oriental. Les petits bâtiments dans le centre du camp étaient, lors de leur localisation, complètement transformés mais semblent avoir été construits avec de l'opus africanum. Dans la partie sud du camp se trouve une citerne.
À environ 300 mètres du fortin se trouvent deux mausolées et un arc conçu à partir d'un monolithe de calcaire rose que décorent deux amours et des victoires couronnées. L'arc porte un pignon qui a également été conservé. Entre ceux-ci et le fortin se trouve un grand nombre d'autres citernes. Aemilius Emeritus y a également construit un autel en l'honneur de Jupiter.